# パミエ
パミエ（Pamiers）は、フランス南西部 アリエージュ県のコミューン。

## 地理
パミエはアリエージュ川沿いに位置する。

## 出身有名人
- ガブリエル・フォーレ（1845年-1924年）作曲家
- テオフィール・デルカッセ（1852年-1923年）政治家